# Benaocaz
Benaocaz er en by og kommune i det sydlige Spanien i provinsen Cádiz. Den har et indbyggertal på 754 (2024) indbyggere.